# Kepler-40
Kepler-40, trước đây được gọi là  KOI-428 , là một ngôi sao loại F trong chòm sao Thiên Nga. Kepler-40 được biết là nơi chứa ít nhất một hành tinh, Kepler-40b. Ngôi sao này có khối lượng lớn hơn khoảng 1,5 lần so với Mặt Trời, và lớn hơn hai lần kích thước của nó; khi được phát hiện, nó là hành tinh lớn nhất chưa được phát hiện với một hành tinh chuyển tiếp trong quỹ đạo của nó. Kepler-40 lần đầu tiên được ghi nhận là nơi có một vật thể chuyển tiếp có thể xảy ra bởi tàu vũ trụ Kepler; dữ liệu trên hệ thống đã được công bố rộng rãi. Một nhóm các nhà khoa học Pháp và Thụy Sĩ đã sử dụng dữ liệu theo dõi để xác định sự tồn tại của hành tinh Sao Mộc nóng Kepler-40b, và sau đó kết quả của họ được công bố trên một tạp chí khoa học vào ngày 4 tháng 1 năm 2011.

## Hệ hành tinh
| Thiên thể đồng hành (thứ tự từ ngôi sao ra) | Khối lượng | Bán trục lớn (AU) | Chu kỳ quỹ đạo (ngày) | Độ lệch tâm | Độ nghiêng   | Bán kính |
| ------------------------------------------- | ---------- | ----------------- | --------------------- | ----------- | ------------ | -------- |
| b                                           | 2.2 MJ     | 0.081             | 6.8731697             | (0)         | 85.47± 0.94° | —        |